# سهره چهچهه‌زن سیاه‌وبلوطی
سهره چهچهه‌زن سیاه‌وبلوطی (نام علمی: Poospiza whitii)، گونه‌ای از پرندگان خانواده فرخندگان (Thraupidae) است که در دامنه‌های آند در غرب آرژانتین و غرب بولیوی یافت می‌شود. زیستگاه طبیعی آن مرزهای جنگلی و پرچین است.

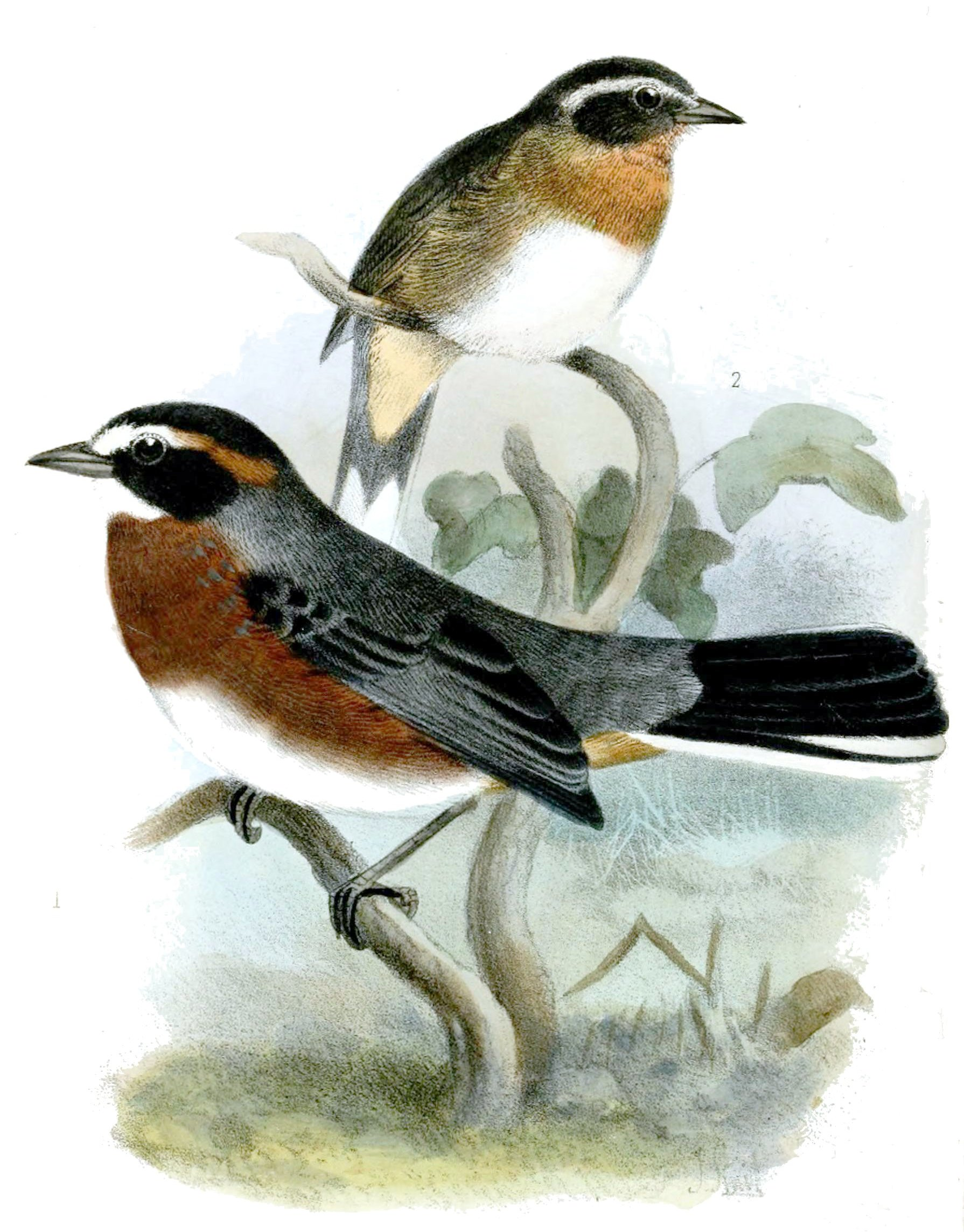